# Carl Peter Thunberg

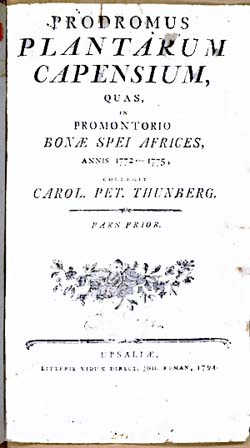
Prodromus plantarum

Carl Peter Thunberg (Jönköping; 11 de noviembre de 1743 - Thunaberg, cerca de Upsala; 8 de agosto de 1828) fue un explorador, médico, naturalista y botánico sueco, uno de los diecisiete 'apóstoles de Linneo'. Se le reconoce como el padre de la botánica sudafricana y el Linneo japonés, debido al estudio que realizó sobre la flora japonesa.

## Biografía
Thunberg siguió los cursos de Linneo en la Universidad de Upsala. En 1767, obtuvo los títulos de doctor en medicina y en historia natural. En 1770, dejó Suecia para ir a París, donde continuó sus estudios en estas dos disciplinas.
En 1771, durante un viaje a los Países Bajos, estudió los jardines botánicos y los museos de Ámsterdam y de Leiden. Se propuso visitar las colonias neerlandesas y Japón con el fin de recoger especímenes para los jardines botánicos holandeses. Partió en diciembre de 1771 como médico a bordo de un buque de la Compañía holandesa de las Indias Orientales. Llegó a El Cabo, donde permaneció tres años en la colonia holandesa para aprender holandés. Su objetivo era poder hacerse pasar por un holandés en Japón, país abierto solamente a los negociantes protestantes holandeses. Durante su estancia en El Cabo, hizo varias expediciones por el interior, encontrando a menudo grandes peligros, con el fin de recoger especímenes de plantas y animales.
En marzo de 1775, Thunberg viajó a la isla de Java y permaneció en Batavia durante dos meses. En agosto de 1775, llegó a la factoría de la Compañía holandesa de Indias Orientales situada en la minúscula isla artificial de Dejima (120 m por 75 m) en la bahía de Nagasaki, conectada a tierra por un terraplén. Trabajó como cirujano durante 1775 y 1776. Como los otros holandeses de esta factoría, casi no tuvo la posibilidad de ir a tierra. pero pudo, sin embargo, realizar algunas investigaciones botánicas. Con el fin de obtener más especímenes, negoció ante sus intérpretes el intercambio de conocimientos de la medicina occidental a cambio de nuevos especímenes vegetales. A mediados de 1776, pudo acompañar al director de la colonia holandesa en una visita al shōgun a Edo, el antiguo nombre de Tokio, y durante este largo viaje puede colectar numerosas plantas.
Thunberg dejó Japón en noviembre de 1776. Después de una corta parada en Java, llegó a Colombo, en julio de 1776. Hizo varios viajes por la isla, en particular para visitar la colonia holandesa, pues en esta época la isla se encontraba bajo dominio neerlandés. Siguió, por supuesto, con sus herborizaciones.
En febrero de 1778, Thunberg dejó Ceilán para volver a Ámsterdam. Durante su vuelta se detuvo durante dos semanas en El Cabo y llegó a Ámsterdam en octubre de 1778. Fue en primer lugar a Londres, dónde se entrevistó con Joseph Banks. Visitó la colección japonesa del naturalista alemán Engelbert Kaempfer, que había estado antes que él en Dejima. Encontró también a Johann Reinhold Forster, que le enseñó sus colecciones del segundo viaje de James Cook.
De vuelta a Suecia, en marzo de 1779, se enteró de la muerte de Linneo ocurrida un año antes. Lo sustituyó pronto, en 1781, en la Universidad de Upsala como profesor de medicina y de historia natural.
El resultado de sus investigaciones apareció bajo el título de Flora Japonica en 1784. Puso a numerosas nuevas especies el epíteto de japonica; la mayoría procedían en realidad de China y se habían importado al Japón para adornar los jardines del país.
En 1788, publicó el relato de su viaje bajo el título de Viajes de C.P. Thunberg en Japón por el cabo de Buena-Esperanza, las islas de la Sonda, etc.. El relato de su estancia a Dejima es bastante oscuro.
Completó su obra botánica con su Prodomus plantarum en 1800, Iconos plantarum japonicarum en 1805 y Flora capensis en 1813. Publicó numerosos artículos en las publicaciones científicas suecas y de otros países. Fue miembro honorario de veintiséis sociedades científicas. Autor prolífico, se le atribuyen 112 títulos.

## Honores

### Epónimos
Le fue dedicada en su honor el género tropical Thunbergia Retz. 1780 (de la familia Acanthaceae). También se le han dedicado más de 250 especies vegetales y animales.

## Algunas publicaciones
Botánica
- Flora Japonica sistens plantas insularum Japonicarum: Secundum systema sexuale emendatum redactas ad XX classes, ordines, genera et species. 1784[1]

- Prodromus Plantarum Capensium: quas in promontorio Bonæ Spei Africes. Upsala, 1794

- Flora Capensis. 1807, 1811, 1813, 1818, 1820, 1823[2]

- Viajes de C.P. Thunberg a Japón por el cabo de Buena Esperanza, las Islas de la Sonda, etc.

- Icones plantarum japonicarum. 1805

Entomología
- Donationis Thunbergianae 1785 continuatio I. Museum naturalium Academiae Upsaliensis, pars III, 33-42 pp. 1787[3]
- Dissertatio Entomologica Novas Insectorum species sistens, cujus partem quintam. Publico examini subjicit Johannes Olai Noraeus, Uplandus. Upsaliae, pp. 85-106, pl. 5. 1789
- D. D. Dissertatio entomologica sistens Insecta Suecica. Exam. Jonas Kullberg. Upsaliae, pp. 99-104. 1794
- La abreviatura «Thunb.» se emplea para indicar a Carl Peter Thunberg como autoridad en la descripción y clasificación científica de los vegetales.[4]

## Abreviatura (zoología)
La abreviatura Thunberg  se emplea para indicar a Carl Peter Thunberg como autoridad en la descripción y taxonomía en zoología.